# Villebarou (Loir-et-Cher)
Pour les articles homonymes, voir Villebarou.
Villebarou est une commune française située dans le département de Loir-et-Cher, en région Centre-Val de Loire.
Localisée au centre du département, la commune fait partie de la région agricole « la Beauce », une vaste étendue de cultures céréalières, oléagineuses (colza) et protéagineuses (pois, féverolle, lupin), avec également de la betterave sucrière, et de la pomme de terre. Elle est drainée par la Rère, les Lacs Plats, le Rouaire, les Forges, les Gaz, le Saint Joseph et par divers petits cours d'eau.
L'occupation des sols est marquée par l'importance des espaces agricoles et naturels qui occupent la quasi-totalité du territoire communal. Un espace naturel d'intérêt est présent sur la commune : un site natura 2000. En 2010, l'orientation technico-économique de l'agriculture sur la commune est la culture des céréales et des oléoprotéagineux. À l'instar du département qui a vu disparaître le quart de ses exploitations en dix ans, le nombre d'exploitations agricoles a fortement diminué, passant de 33 en 1988, à 12 en 2000, puis à 9 en 2010.

## Géographie

### Localisation et communes limitrophes
La commune de Villebarou se trouve au centre du département de Loir-et-Cher, dans la petite région agricole de la Beauce,. À vol d'oiseau, elle se situe à 3,8 km  de Blois, préfecture du département. La commune fait en outre partie du bassin de vie de Blois.
Les communes les plus proches sont : Fossé (3,1 km) , Marolles (3,2 km) , La Chaussée-Saint-Victor (3,5 km) , Blois (3,7 km) , Saint-Sulpice-de-Pommeray (4,7 km) , Saint-Denis-sur-Loire (4,9 km) , Saint-Bohaire (5 km) , Villerbon (5,9 km)  et Vineuil (6,1 km).

### Voies de communication et transports

#### Infrastructures ferroviaires
Villebarou n'est aujourd'hui reliée au réseau ferroviaire que pour le transport de fret (sur la ligne de Pont-de-Braye à Blois partiellement déclassée).
Bien que la gare de La Chaussée-Saint-Victor soit la plus proche géographiquement, la gare ferroviaire de référence pour les habitants de Villebarou reste la gare de Blois–Chambord.

#### Infrastructures routières
Villebarou est traversée du Nord au Sud en sa moitié par l'ancienne nationale entre Châteaudun et Blois, l'actuelle route D 924.
L'autoroute A10 ainsi que la voie rapide de Blois traversent une partie du territoire de la commune.
Aujourd'hui, trois ponts routiers supportent équitablement la liaison du trafic entre Villebarou et Blois.

#### Transports en commun
La commune est desservie par Azalys, le nom commercial du réseau de transports de Blois et d'Agglopolys, exploité par la société Keolis Blois.
La ligne F, reliée au centre-ville et à la gare de Blois, traverse toute la commune entre la D 924 jusqu'au centre commercial Blois-2.

### Paysages et relief
Dans le cadre de la Convention européenne du paysage, adoptée le 20 octobre 2000 et entrée en vigueur en France le 1er juillet 2006, un atlas des paysages de Loir-et-Cher a été élaboré en 2010 par le CAUE de Loir-et-Cher, en collaboration avec la DIREN Centre (devenue DREAL en 2011), partenaire financier. Les paysages du département s'organisent ainsi en huit grands ensembles et 25 unités de paysage,. La commune fait partie de l'unité de paysage de « la Beauce ».
La fertile Beauce, qui couvre pas moins de six cent mille hectares, est un vaste plateau, essentiellement consacré aux grandes cultures (céréales, colza, betterave sucrière). En Loir-et-Cher, la Beauce s'avance jusqu'à Blois, bordée au nord par le Loir et au sud par la Loire, couvrant un septième du département. Ses paysages épurés et ouverts sur le ciel contrastent avec les vertes collines Percheronnes au nord et surtout avec les grandes forêts Solognotes au sud.
L'altitude du territoire communal varie de 108 mètres à 121 mètres,.

### Climat
Pour des articles plus généraux, voir Climat du Centre-Val de Loire et Climat de Loir-et-Cher.
En 2010, le climat de la commune est de type climat océanique dégradé des plaines du Centre et du Nord, selon une étude du CNRS s'appuyant sur une série de données couvrant la période 1971-2000. En 2020, Météo-France publie une typologie des climats de la France métropolitaine dans laquelle la commune est exposée à un climat océanique altéré et est dans la région climatique Moyenne vallée de la Loire, caractérisée par une bonne insolation (1 850 h/an) et un été peu pluvieux.
Pour la période 1971-2000, la température annuelle moyenne est de 11 °C, avec une amplitude thermique annuelle de 15,1 °C. Le cumul annuel moyen de précipitations est de 640 mm, avec 10,2 jours de précipitations en janvier et 7,1 jours en juillet. Pour la période 1991-2020, la température moyenne annuelle observée sur la station météorologique de Météo-France la plus proche, « Blois », sur la commune de Villefrancœur à 11 km à vol d'oiseau, est de 11,8 °C et le cumul annuel moyen de précipitations est de 641,4 mm,. Pour l'avenir, les paramètres climatiques de la commune estimés pour 2050 selon différents scénarios d'émission de gaz à effet de serre sont consultables sur un site dédié publié par Météo-France en novembre 2022.

### Milieux naturels et biodiversité

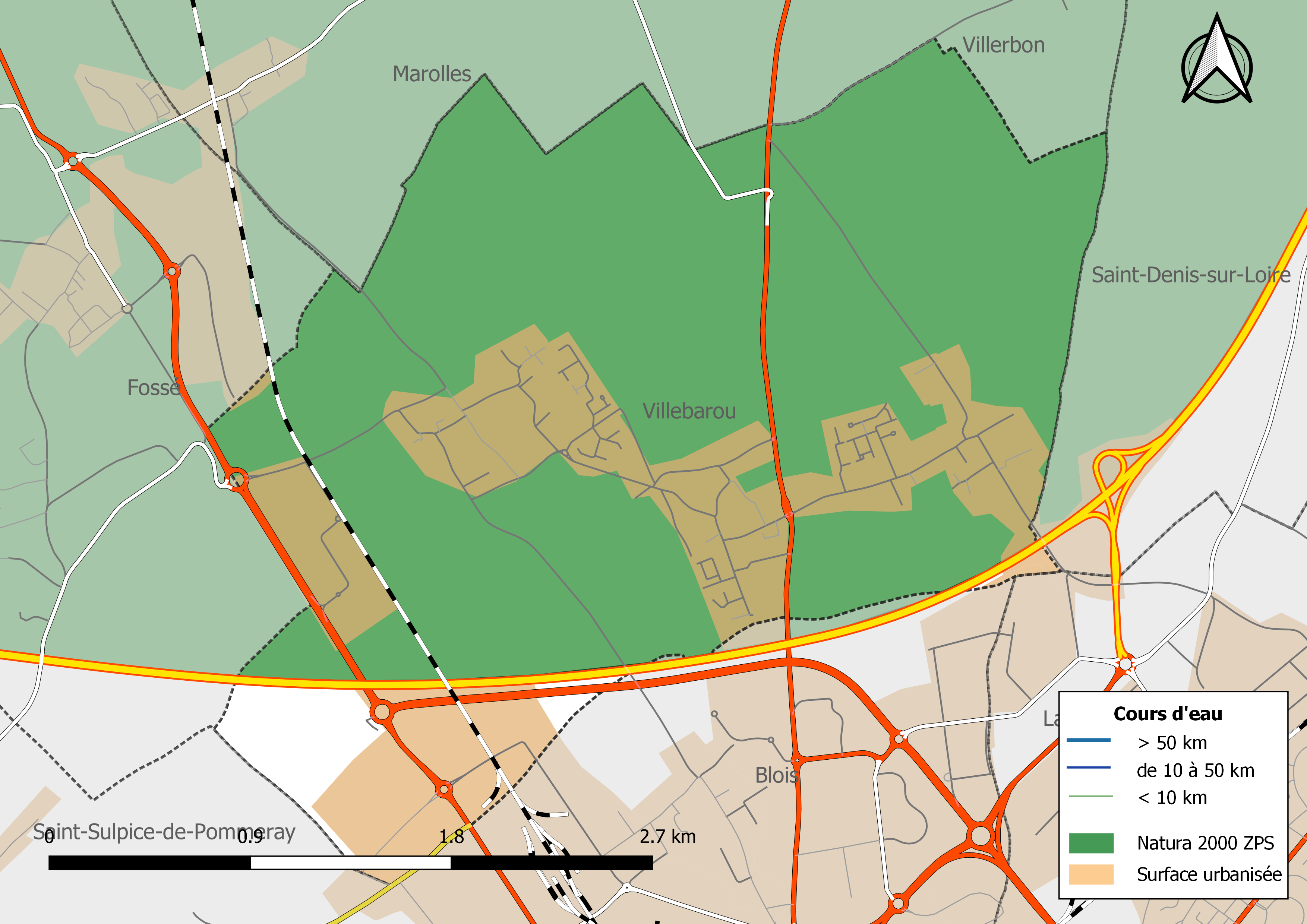
Une partie du territoire communal est incluse dans le site Natura 2000 la « Petite Beauce ».

Le réseau Natura 2000 est un réseau écologique européen de sites naturels d'intérêt écologique élaboré à partir des Directives « Habitats » et « Oiseaux ». Ce réseau est constitué de Zones spéciales de conservation (ZSC) et de Zones de protection spéciale (ZPS). Dans les zones de ce réseau, les États membres s'engagent à maintenir dans un état de conservation favorable les types d'habitats et d'espèces concernés, par le biais de mesures réglementaires, administratives ou contractuelles. L'objectif est de promouvoir une gestion adaptée des habitats tout en tenant compte des exigences économiques, sociales et culturelles, ainsi que des particularités régionales et locales de chaque État membre. Les activités humaines ne sont pas interdites, dès lors que celles-ci ne remettent pas en cause significativement l'état de conservation favorable des habitats et des espèces concernés. Une partie du territoire communal est incluse dans le site Natura 2000 : la « Petite Beauce », d'une superficie de 52 565 ha.

## Urbanisme

### Typologie
Au 1er janvier 2024, Villebarou est catégorisée ceinture urbaine, selon la nouvelle grille communale de densité à sept niveaux définie par l'Insee en 2022.
Elle appartient à l'unité urbaine de Blois, une agglomération intra-départementale regroupant sept  communes, dont elle est une commune de la banlieue,,. Par ailleurs la commune fait partie de l'aire d'attraction de Blois, dont elle est une commune de la couronne,. Cette aire, qui regroupe 78 communes, est catégorisée dans les aires de 50 000 à moins de 200 000 habitants,.

### Occupation des sols
Selon  l'Insee, Villebarou est une commune urbaine. Elle appartient en effet à l'unité urbaine de Blois et à l'aire urbaine de Blois,.
L'occupation des sols est marquée par l'importance des espaces agricoles et naturels (74,2 %). La répartition détaillée ressortant en 2012 de la base de données européenne d'occupation biophysique des sols Corine Land Cover est la suivante : 
- terres arables (74,2 %),
- zones urbanisées (15,5 %),
- zones industrielles et commerciales et réseaux de communication (10,3 %)

Le territoire est marqué par un tissu urbain dense, maillé par un vaste réseau de voiries, où l'agriculture est toujours présente et apporte une harmonie dans le paysage urbain. À l'échelle de l'unité géographique « Cœur d'agglomération », qui regroupe neuf communes, dont Villebarou, la consommation d'espaces agricoles et naturels pour répondre aux besoins de développement a été soutenue. 64,4 % des aménagements (logements, équipements, entreprises) ont été réalisés sur de nouveaux terrains, soit 252 hectares entre 2002 et 2015. La part des aménagements en densification est la plus importante de l'agglomération: 35,6 % des aménagements ont été réalisés dans des espaces libres ou en friche de l'espace urbain.

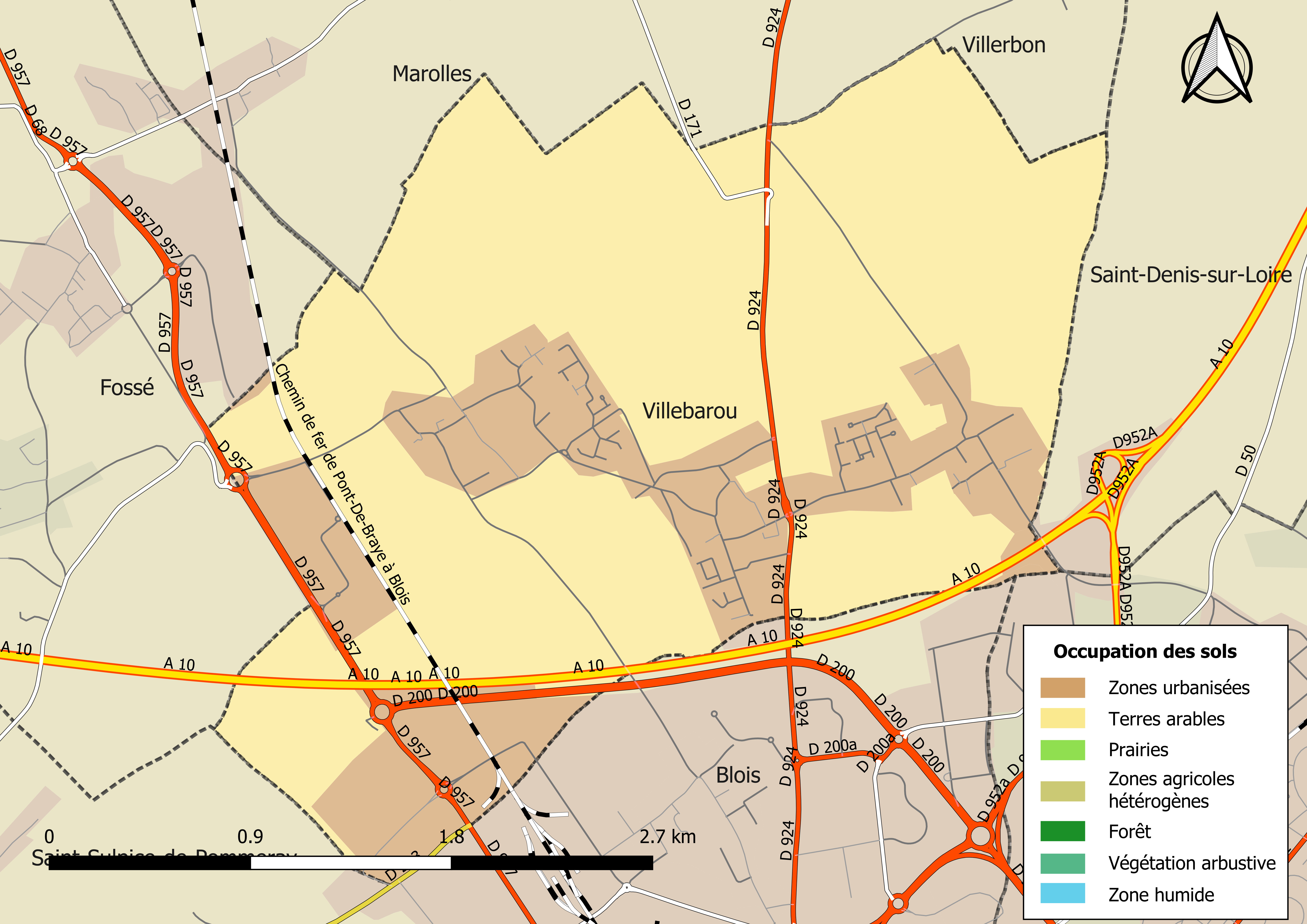
Infrastructures et occupation des sols de la commune de Villebarou.

### Planification
La loi SRU du 13 décembre 2000 a incité fortement les communes à se regrouper au sein d'un établissement public, pour déterminer les partis d'aménagement de l'espace au sein d'un SCoT, un document essentiel d'orientation stratégique des politiques publiques à une grande échelle. La commune est dans le territoire du  SCOT du Blésois, approuvé en 2006 et révisé en juillet 2016.
En matière de planification, la commune disposait en 2017 d'un plan local d'urbanisme en révision. Par ailleurs, à la suite de la loi ALUR (loi pour l'accès au logement et un urbanisme rénové) de mars 2014, un plan local d'urbanisme intercommunal couvrant le territoire de la communauté d'agglomération de Blois « Agglopolys » a été prescrit le 3 décembre 2015.

### Habitat et logement
En 2018, le nombre total de logements dans la commune était de 1 119, alors qu'il était de 1 099 en 2013 et de 1 023 en 2008.
Parmi ces logements, 93,0 % étaient des résidences principales, 0,6 % des résidences secondaires et 6,4 % des logements vacants. Ces logements étaient pour 86,8 % d'entre eux des maisons individuelles et pour 12,9 % des appartements.
Le tableau ci-dessous présente la typologie des logements à Villebarou en 2018 en comparaison avec celle de Loir-et-Cher et de la France entière. Une caractéristique marquante du parc de logements est ainsi la faible proportion des résidences secondaires et logements occasionnels (0,6 %) par rapport au département (7,9 %) et à la France entière (9,7 %). Concernant le statut d'occupation de ces logements, 72,8 % des habitants de la commune sont propriétaires de leur logement (74,5 % en 2013), contre 68,3 % pour le Loir-et-Cher et 57,5 pour la France entière.
| Typologie                                               | Villebarou | Loir-et-Cher | France entière |
| ------------------------------------------------------- | ---------- | ------------ | -------------- |
| Résidences principales (en %)                           | 93,0       | 81,3         | 82,1           |
| Résidences secondaires et logements occasionnels (en %) | 0,6        | 7,9          | 9,7            |
| Logements vacants (en %)                                | 6,4        | 10,8         | 8,2            |

### Risques majeurs
Le territoire communal de Villebarou est vulnérable à différents aléas naturels :  climatiques (hiver exceptionnel ou canicule), mouvements de terrains ou sismique (sismicité très faible).
Il est également exposé à un risque technologique :  le transport de matières dangereuses,.

#### Risques naturels
Les mouvements de terrains susceptibles de se produire sur la commune sont liés au retrait-gonflement des argiles. Le phénomène de retrait-gonflement des argiles est la conséquence d'un changement d'humidité des sols argileux. Les argiles sont capables de fixer l'eau disponible mais aussi de la perdre en se rétractant en cas de sécheresse. Ce phénomène peut provoquer des dégâts très importants sur les constructions (fissures, déformations des ouvertures) pouvant rendre inhabitables certains locaux. La carte de zonage de cet aléa peut être consultée sur le site de l'observatoire national des risques naturels Georisques.

#### Risques technologiques
Le risque de transport de marchandises dangereuses sur la commune est lié à sa traversée par une route à fort trafic et une canalisation de transport de gaz. Un accident se produisant sur de telles infrastructures est en effet susceptible d'avoir des effets graves au bâti ou aux personnes jusqu'à 350 m, selon la nature du matériau transporté. Des dispositions d'urbanisme peuvent être préconisées en conséquence.

## Économie

### Secteurs d'activité
Chocolat Poulain : en juin 2024, le groupe Carambar & Co annonce la fermeture définitive à la fin de l’année du site de Villebarou qui fabrique le chocolat Poulain. L’arrêt de l’usine concerne 109 salariés.
Francos, filiale de production du groupe Sisley.

### Agriculture
En 2010, l'orientation technico-économique de l'agriculture sur la commune est la culture de céréales et d'oléoprotéagineux (COP). Le département a perdu près d'un quart de ses exploitations en 10 ans, entre 2000 et 2010 (c'est le département de la région Centre-Val de Loire qui en compte le moins). Cette tendance se retrouve également au niveau de la commune où le nombre d'exploitations est passé de 21 en 1988 à 12 en 2000 puis à 9 en 2010. Parallèlement, la taille de ces exploitations augmente, passant de 48 ha en 1988 à 107 ha en 2010.
Le tableau ci-dessous présente les principales caractéristiques des exploitations agricoles de Villebarou, observées sur une période de 22 ans : 
|                                      | 1988                 | 2000                 | 2010                 |
| Dimension économique                 | Dimension économique | Dimension économique | Dimension économique |
| ------------------------------------ | -------------------- | -------------------- | -------------------- |
| Nombre d'exploitations (u)           | 21                   | 12                   | 9                    |
| Travail (UTA)                        | 29                   | 13                   | 8                    |
| Surface agricole utilisée (ha)       | 1 012                | 935                  | 967                  |
| Cultures                             |                      |                      |                      |
| Terres labourables (ha)              | 1 010                | 934                  | 967                  |
| Céréales (ha)                        | 698                  | 662                  | 679                  |
| dont blé tendre (ha)                 | 497                  | 430                  | 252                  |
| dont maïs-grain et maïs-semence (ha) | 25                   | s                    | s                    |
| Tournesol (ha)                       | 197                  | s                    | s                    |
| Colza et navette (ha)                | 92                   | 162                  | 230                  |
| Élevage                              |                      |                      |                      |
| Cheptel (UGBTA)                      | 9                    | 0                    | 0                    |

#### Produits labellisés
Le territoire de la commune est intégré aux aires de productions de divers produits bénéficiant d'une indication géographique protégée (IGP) : le vin Val-de-loire et les volailles de l’Orléanais,.

## Toponymie

### Changements du nom de la commune
Sous la Révolution, la volonté de soutenir le nouveau gouvernement (appelé première commune de Paris) a mené à un changement temporaire du toponyme : par délibération du conseil général de la commune, et en application du décret du 25 vendémiaire an II (16 octobre 1793), la commune nouvellement créée de Villebarou adopta ainsi le nom de Commune-Barou,.

## Histoire

### Révolution française et Empire

#### Nouvelle organisation territoriale
Le décret de l'Assemblée nationale du 12 novembre 1789 décrète qu'« il y aura une municipalité dans chaque ville, bourg, paroisse ou communauté de campagne », mais ce n'est qu'avec le décret de la Convention nationale du 10 brumaire an II (31 octobre 1793) que la paroisse de Villebarou devient formellement « commune de Villebarou »,.
En 1790, dans le cadre de la création des départements, la municipalité est rattachée au canton de Marolles, au district de Blois, et au département du Loir-et-Cher.
Les cantons sont supprimés en tant que découpage administratif par une loi du 26 juin 1793, et ne conservent qu'un rôle électoral, permettant l'élection des électeurs du second degré chargés de désigner les députés,. La Constitution du 5 fructidor an III, appliquée à partir de vendémiaire an IV (1795) supprime les districts, considérés comme des rouages administratifs liés à la Terreur, mais maintient les cantons qui acquièrent dès lors plus d'importance en retrouvant une fonction administrative.
Enfin, sous le Consulat, un redécoupage territorial visant à réduire le nombre de justices de paix ramène le nombre de cantons en Loir-et-Cher de 33 à 24. Villebarou est alors rattachée au canton de Blois-Est et à l'arrondissement de Blois par arrêté du 5 vendémiaire an X (26 septembre 1801),,. Cette organisation va rester inchangée pendant plus de 150 ans.

## Politique et administration

### Découpage territorial
La commune de Villebarou est membre de la communauté d'agglomération de Blois « Agglopolys », un établissement public de coopération intercommunale (EPCI) à fiscalité propre créé le 1er janvier 2012.
Elle est rattachée sur le plan administratif à l'arrondissement de Blois, au département de Loir-et-Cher et à la région Centre-Val de Loire, en tant que circonscriptions administratives. Sur le plan électoral, elle est rattachée au canton de Blois-2 depuis 2015 pour l'élection des conseillers départementaux et à la première circonscription de Loir-et-Cher pour les élections législatives.

### Politique et administration municipale

#### Conseil municipal et maire
Le conseil municipal de Villebarou, commune de plus de 1 000 habitants, est élu au scrutin proportionnel plurinominal avec prime majoritaire. Compte tenu de la population communale, le nombre de sièges au conseil municipal est de 19. Le maire, à la fois agent de l'État et exécutif de la commune en tant que collectivité territoriale, est élu par le conseil municipal au scrutin secret lors de la première réunion du conseil suivant les élections municipales, pour un mandat de six ans, c'est-à-dire pour la durée du mandat du conseil.
| Période                                  | Période   | Identité            | Étiquette | Qualité                                                                                 |
| ---------------------------------------- | --------- | ------------------- | --------- | --------------------------------------------------------------------------------------- |
| mars 1971                                | mars 1983 | Raymond Billault    |           |                                                                                         |
| mars 1983                                | mars 1989 | Jacky Barbereau     |           |                                                                                         |
| mars 1989                                | mars 2008 | Jean-Paul Verrier   |           | Ancien contrôleur des travaux publics, maire honoraire Chevalier de la Légion d’honneur |
| mars 2008                                | mars 2014 | Jean-Claude Bordeau |           | Maire honoraire                                                                         |
| mars 2014                                | mars 2016 | Alexandre Bouvier   |           |                                                                                         |
| mars 2016                                | En cours  | Philippe Masson,    |           | Ingénieur ou cadre technique d'entreprise                                               |
| Les données manquantes sont à compléter. |           |                     |           |                                                                                         |

## Équipements et services

### Eau et assainissement
L'organisation de la distribution de l'eau potable, de la collecte et du traitement des eaux usées et pluviales relève des communes. La compétence eau et assainissement des communes est un service public industriel et commercial (SPIC).

#### Alimentation en eau potable
Le service d'eau potable comporte trois grandes étapes : le captage, la potabilisation et la distribution d'une eau potable conforme aux normes de qualité fixées pour protéger la santé humaine. En 2019, la commune assure elle-même le service en régie.

#### Assainissement des eaux usées
En 2019, la gestion du service d'assainissement collectif de la commune de Villebarou est assurée par la communauté d'agglomération Agglopolys qui a le statut de régie à autonomie financière.
L'assainissement non collectif (ANC) désigne les installations individuelles de traitement des eaux domestiques qui ne sont pas desservies par un réseau public de collecte des eaux usées et qui doivent en conséquence traiter elles-mêmes leurs eaux usées avant de les rejeter dans le milieu naturel. La communauté d'agglomération de Blois « Agglopolys » assure pour le compte de la commune le service public d'assainissement non collectif (SPANC), qui a pour mission de vérifier la bonne exécution des travaux de réalisation et de réhabilitation, ainsi que le bon fonctionnement et l'entretien des installations.

### Sécurité, justice et secours
La sécurité de la commune est assurée par la brigade de gendarmerie d'Herbault Herbault qui dépend du groupement de gendarmerie départementale de Loir-et-Cher installé à Blois.
En matière de justice, Villebarou relève du conseil de prud'hommes de Blois, de la Cour d'appel d'Orléans (juridiction de Blois), de la Cour d'assises de Loir-et-Cher, du tribunal administratif de Blois, du tribunal de commerce de Blois et du tribunal judiciaire de Blois.

## Population et société

### Démographie

#### Évolution démographique
L'évolution du nombre d'habitants est connue à travers les recensements de la population effectués dans la commune depuis 1793. Pour les communes de moins de 10 000 habitants, une enquête de recensement portant sur toute la population est réalisée tous les cinq ans, les populations de référence des années intermédiaires étant quant à elles estimées par interpolation ou extrapolation. Pour la commune, le premier recensement exhaustif entrant dans le cadre du nouveau dispositif a été réalisé en 2004.

En 2022, la commune comptait 2 558 habitants, en évolution de +4,03 % par rapport à 2016 (Loir-et-Cher : −1,15 %, France hors Mayotte : +2,11 %).
| 1793  | 1800  | 1806  | 1821  | 1831  | 1836  | 1841  | 1846  | 1851  |
| ----- | ----- | ----- | ----- | ----- | ----- | ----- | ----- | ----- |
| 1 372 | 1 457 | 1 349 | 1 208 | 1 194 | 1 135 | 1 143 | 1 086 | 1 103 |

| 1856  | 1861  | 1866  | 1872  | 1876 | 1881  | 1886  | 1891 | 1896 |
| ----- | ----- | ----- | ----- | ---- | ----- | ----- | ---- | ---- |
| 1 125 | 1 104 | 1 080 | 1 011 | 989  | 1 017 | 1 012 | 936  | 875  |

| 1901 | 1906 | 1911 | 1921 | 1926 | 1931 | 1936 | 1946 | 1954 |
| ---- | ---- | ---- | ---- | ---- | ---- | ---- | ---- | ---- |
| 878  | 848  | 767  | 690  | 702  | 679  | 681  | 802  | 793  |

| 1962 | 1968  | 1975  | 1982  | 1990  | 1999  | 2004  | 2006  | 2009  |
| ---- | ----- | ----- | ----- | ----- | ----- | ----- | ----- | ----- |
| 955  | 1 307 | 1 475 | 1 573 | 1 793 | 1 946 | 2 269 | 2 550 | 2 604 |

| 2014  | 2019  | 2022  | - | - | - | - | - | - |
| ----- | ----- | ----- | - | - | - | - | - | - |
| 2 490 | 2 463 | 2 558 | - | - | - | - | - | - |

#### Pyramide des âges
La population de la commune est relativement jeune.
En 2018, le taux de personnes d'un âge inférieur à 30 ans s'élève à 34,9 %, soit au-dessus de la moyenne départementale (31,3 %). À l'inverse, le taux de personnes d'âge supérieur à 60 ans est de 25,0 % la même année, alors qu'il est de 31,6 % au niveau départemental.
En 2018, la commune comptait 1 207 hommes pour 1 255 femmes, soit un taux de 50,97 % de femmes, légèrement inférieur au taux départemental (51,45 %).
Les pyramides des âges de la commune et du département s'établissent comme suit.
| Hommes | Classe d’âge | Femmes |
| ------ | ------------ | ------ |
| 1,0    | 90 ou +      | 0,6    |
| 7,0    | 75-89 ans    | 8,8    |
| 16,4   | 60-74 ans    | 16,2   |
| 23,5   | 45-59 ans    | 24,5   |
| 15,7   | 30-44 ans    | 16,3   |
| 17,2   | 15-29 ans    | 15,6   |
| 19,1   | 0-14 ans     | 18,0   |

| Hommes | Classe d’âge | Femmes |
| ------ | ------------ | ------ |
| 1,1    | 90 ou +      | 2,6    |
| 9,2    | 75-89 ans    | 11,9   |
| 19,7   | 60-74 ans    | 20,4   |
| 20,7   | 45-59 ans    | 20     |
| 16,5   | 30-44 ans    | 16,2   |
| 15,2   | 15-29 ans    | 13,2   |
| 17,6   | 0-14 ans     | 15,7   |

## Culture et patrimoine

### Lieux et monuments
- École primaire Jacques-Prévert.
- École maternelle Maria-Vérone.
- Bibliothèque municipale.
- Ludothèque « La Récréation ».

### Personnalités liées à la commune
- Jacques Menoury (1947-2024), joueur de football français.